# Liste der Bodendenkmäler in Schalksmühle
Die Liste der Bodendenkmäler in Schalksmühle führt die Bodendenkmäler der sauerländischen
Gemeinde Schalksmühle auf.

## Denkmäler
| Nummer | Lage              | Beschreibung | Eingetragen seit | Bild |
| ------ | ----------------- | --- | ---------------- | ---- |
| 1      | Gelstern/Schnarüm | Grenzwall zwischen Gelstern und Schnarüm Gemarkung Hülscheid, Flur 13, Flurstück 709 Gemarkung Lüdenscheid-Land, Flur 2, Flurstück 1296 teilweise | 01.01.1987       |      |